# Heinrich Pellenz
Heinrich Pellenz (* 4. August 1888 in Köln; † 5. August 1974 ebenda) war ein deutscher Unternehmer.
Heinrich Pellenz war ein Enkel von Johann Carl Pellenz (1818–1901), der nach seiner Tätigkeit als Ingenieur bei der Rheinischen Eisenbahn-Gesellschaft 1858 in Köln ein Unternehmen zur Herstellung von Eisenbahnsignal- und Beleuchtungsanlagen gründete. Nach dem Tod des Großvaters leitete der einzige Sohn Richard Pellenz (1855–1921) das Unternehmen, das unter Pellenz & Co. firmierte.
Heinrich Pellenz studierte an der Handelshochschule Köln und erwarb dort den akademischen Grad eines Diplom-Kaufmanns. Nach dem Tod des Vaters im Jahr 1921 wurde er Geschäftsführer des Familienunternehmens, das inzwischen in Köln-Ehrenfeld ansässig war und sich auf Hebezeuge spezialisiert hatte. Miteigentümer war sein Bruder Willi Pellenz (1884–1953). Auf dem Höhepunkt der Weltwirtschaftskrise wurde 1931 das Düsseldorfer Unternehmen Welter Kranbau übernommen.
Die Produktionsanlagen der Firma Pellenz & Co. – Welter Hebezeuge wurden im Zweiten Weltkrieg stark beschädigt, unter der Leitung von Heinrich Pellenz erfolgte bis 1950 der Wiederaufbau. Nach dem Tod des Bruders wurde er 1953 Alleininhaber des Unternehmens. Im gleichen Jahr wurde ihm für seine unternehmerischen Leistungen das Steckkreuz des Verdienstordens der Bundesrepublik Deutschland verliehen, 1962 folgte das Große Verdienstkreuz.
Von der Gründung 1946 bis 1963 war Heinrich Pellenz Vorsitzender des Arbeitgeberverbandes der Metallindustrie im Regierungsbezirk Köln, anschließend Ehrenpräsident. Das Verbandshaus des Arbeitgeberverbandes wurde nach ihm benannt. 1968 wurde er zum Ehrenmitglied der Industrie- und Handelskammer zu Köln ernannt.

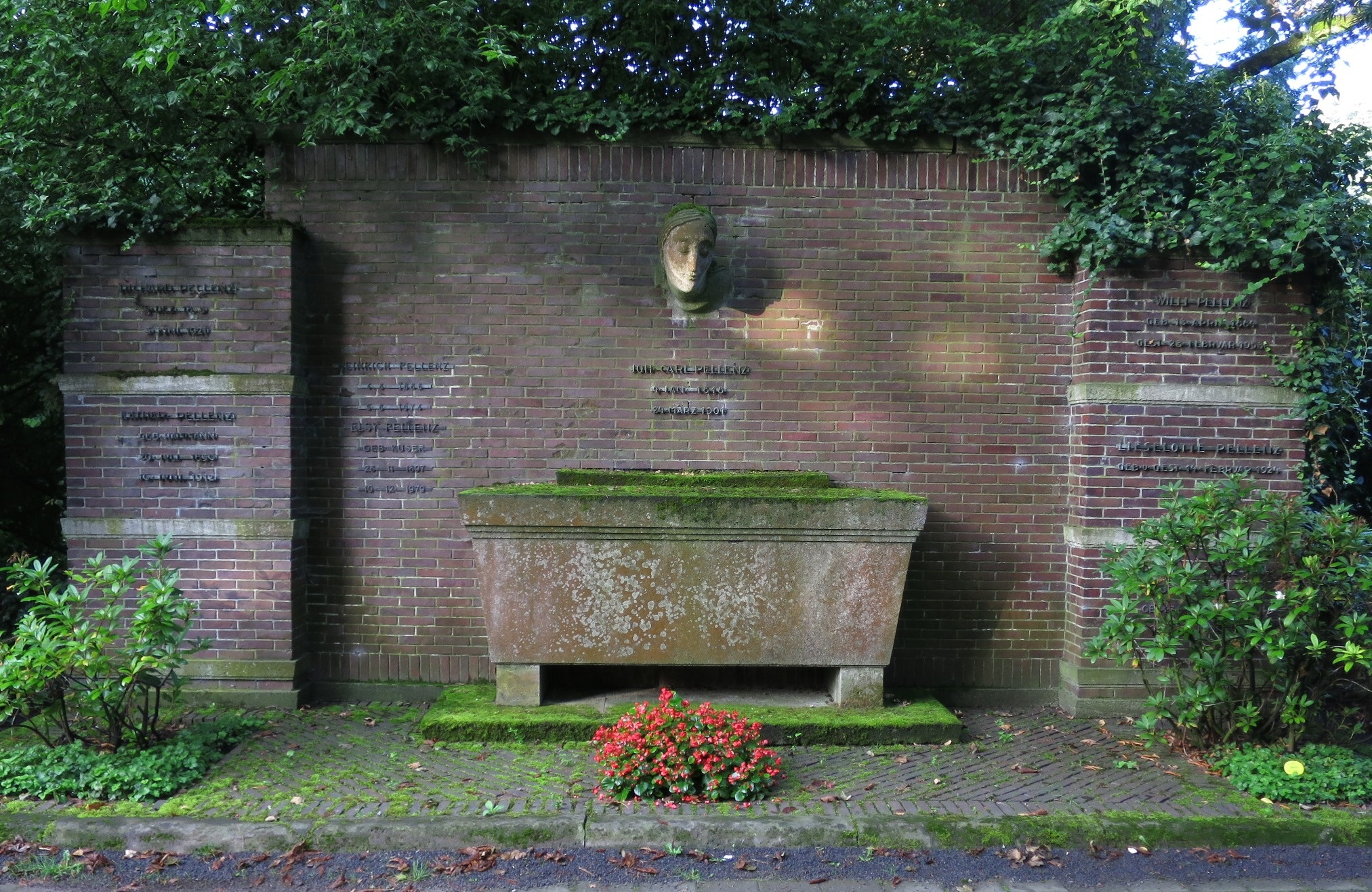
Grab der Familie Pellenz

Bereits im Jahr 1967 löste Heinrich Pellenz, der ebenso wie sein verstorbener Bruder keine Erben hatte, das Unternehmen auf und veräußerte die Liegenschaften an die Siemens AG.
Pellenz wurde beigesetzt im Familiengrab auf dem Ehrenfelder Teil des Kölner Melaten-Friedhofs (Flur E14 Nr. 30–36).